# Masters Tournament 2007
Het Masters Tournament 2007, de eerste major van het golfseizoen, werd gehouden van 5 tot 8 april op de Augusta National golfbaan in Augusta (Georgia). De spelers hadden af te rekenen met lastige omstandigheden: beenharde greens en een wispelturige wind; hierdoor bleven de scores hoog en werden er maar weinig ronden in minder dan 70 slagen afgewerkt. Het toernooi kreeg een onverwachte winnaar in de persoon van de 31-jarige Amerikaan Zach Johnson, die won met 289 slagen, twee minder dan het trio Tiger Woods, Retief Goosen en Rory Sabbatini (beiden uit Zuid-Afrika). Johnson nam de leiding nadat hij drie opeenvolgende birdies lukte in de laatste negen holes. Vóór dit toernooi had Johnson, uit Cedar Rapids (Iowa) nog maar één toernooi gewonnen op de professionele golftoer (de BellSouth Classic in 2004).
De Australiër Stuart Appleby, die aan de leiding stond vóór de laatste ronde, eindigde als zevende, op 4 slagen van Johnson. Beste Europeaan werd de Engelsman Justin Rose, op een gedeelde vijfde plaats. Titelverdediger Phil Mickelson werd 24ste met 299 slagen en mocht na afloop de traditionele groene blazer om de schouders van Johnson hangen.

## Uitslag (par = 72)
| Plaats | Speler             | Nationaliteit | Score             |
| ------ | ------------------ | ------------- | ----------------- |
| 1      | Zach Johnson       | USA           | 289 (71-73-76-69) |
| 2      | Tiger Woods        | USA           | 291 (73-74-72-72) |
|        | Retief Goosen      | RSA           | 291 (76-76-70-69) |
|        | Rory Sabbatini     | RSA           | 291 (73-76-73-69) |
| 5      | Justin Rose        | ENG           | 292 (69-75-75-73) |
|        | Jerry Kelly        | USA           | 292 (75-69-78-70) |
| 7      | Stuart Appleby     | AUS           | 293 (75-70-73-75) |
|        | Pádraig Harrington | IRL           | 293 (77-68-75-73) |
| 9      | David Toms         | USA           | 294 (70-78-74-72) |
| 10     | Vaughn Taylor      | USA           | 295 (71-72-77-75) |
|        | Luke Donald        | ENG           | 295 (73-74-75-73) |
|        | Paul Casey         | ENG           | 295 (79-68-77-71) |

1934 ·
1935 ·
1936 ·
1937 ·
1938 ·
1939 ·
1940 ·
1941 ·
1942 ·
1943 ·
1944 ·
1945 ·
1946 ·
1947 ·
1948 ·
1949 ·
1950 ·
1951 ·
1952 ·
1953 ·
1954 ·
1955 ·
1956 ·
1957 ·
1958 ·
1959 ·
1960 ·
1961 ·
1962 ·
1963 ·
1964 ·
1965 ·
1966 ·
1967 ·
1968 ·
1969 ·
1970 ·
1971 ·
1972 ·
1973 ·
1974 ·
1975 ·
1976 ·
1977 ·
1978 ·
1979 ·
1980 ·
1981 ·
1982 ·
1983 ·
1984 ·
1985 ·
1986 ·
1987 ·
1988 ·
1989 ·
1990 ·
1991 ·
1992 ·
1993 ·
1994 ·
1995 ·
1996 ·
1997 ·
1998 ·
1999 ·
2000 ·
2001 ·
2002 ·
2003 ·
2004 ·
2005 ·
2006 ·
2007 ·
2008 ·
2009 ·
2010 ·
2011 ·
2012 ·
2013 ·
2014 ·
2015 ·
2016 ·
2017 ·
2018 ·
2019 ·
2020